# 324417 Kaišiadorys
324417 Kaišiadorys è un asteroide della fascia principale. Scoperto nel 2006, presenta un'orbita caratterizzata da un semiasse maggiore pari a 2,4053135 au e da un'eccentricità di 0,1839766, inclinata di 1,65741° rispetto all'eclittica.
L'asteroide era stato inizialmente battezzato 324417 Kaisiadorys per poi essere corretto nella denominazione attuale.
L'asteroide è dedicato all'omonima località lituana.